# (104) Климена
(104) Климена (лат. Klymene) — астероид из группы главного пояса, который принадлежит к тёмному спектральному классу C и входит в состав семейства Фемиды . Он был открыт 13 сентября 1868 года американским астрономом Дж. К. Уотсоном в Детройтской обсерватории, США и назван в честь одного из 10 персонажей древнегреческой мифологии с именем Климена.

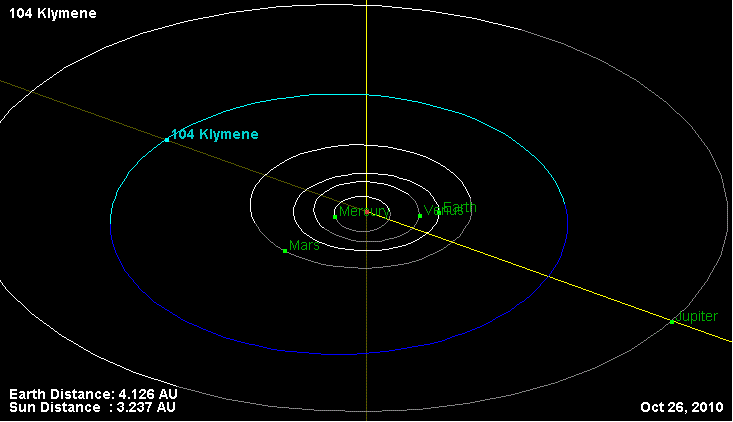
Орбита астероида Климена и его положение в Солнечной системе

На основе измерений, сделанных с помощью адаптивной оптики в обсерватории Кека астрономы пришли к ввыводу, что данный астероид имеет двудольчатую форму с длиной 163 ± 3 км, а ширина 103 ± 5 км. Также известно, что он относится к немногочисленным астероидам, движущихся в зоне сильнейшего орбитального резонанса с Юпитером 2:1.